# Bernasconi (Argentina)
Bernasconi è una città dell'Argentina nel sud-est della provincia di La Pampa, capoluogo del dipartimento di Hucal.

## Cultura
- Fiesta de los Alemanes (Festa dei Tedeschi): si svolge ogni anno nel mese di ottobre e coincide con la Festa della Birra che si svolgono a Villa General Belgrano nella Provincia di Córdoba ed a Blumenau in Brasile. È organizzata dal Comitato di discendenti di tedeschi e di solito consiste in una serie di danze tradizionali della comunità e degustazione dei piatti preparati in casa dai discendenti dei tedeschi del Volga nella regione.
- Fiesta del Piquillin: è la tradizionale festa del paese che si cominciò a celebrare negli anni ottanta. Si svolge in marzo e coincide con l'anniversario della fondazione della città (16 marzo 1888). È organizzata dalla commissione per la cultura nell'ambito del governo municipale.

## Infrastrutture e trasporti
La città si trova sulla Ruta Nacional 35 fra Santa Rosa, capitale della provincia, e Bahía Blanca, sulla costa atlantica.